# East Milton (Florida)
East Milton ist  ein census-designated place (CDP) im Santa Rosa County im US-Bundesstaat Florida. Das U.S. Census Bureau hat bei der Volkszählung 2020 eine Einwohnerzahl von 14.309 ermittelt. 

## Geographie
East Milton grenzt im Westen direkt an die Stadt Milton und liegt etwa 35 km nördlich von Pensacola. Der CDP wird vom U.S. Highway 90 (SR 10) sowie von der Florida State Road 87 durchquert.

## Demographische Daten
Laut der Volkszählung 2010 verteilten sich die damaligen 11.074 Einwohner auf 3.451 Haushalte. 76,1 % der Bevölkerung bezeichneten sich als Weiße, 19,1 % als Afroamerikaner, 0,9 % als Indianer und 0,5 % als Asian Americans. 0,6 % gaben die Angehörigkeit zu einer anderen Ethnie und 2,3 % zu mehreren Ethnien an. 4,1 % der Bevölkerung bestand aus Hispanics oder Latinos.
Im Jahr 2010 lebten in 33,4 % aller Haushalte Kinder unter 18 Jahren sowie 26,8 % aller Haushalte Personen mit mindestens 65 Jahren. 71,4 % der Haushalte waren Familienhaushalte (bestehend aus verheirateten Paaren mit oder ohne Nachkommen bzw. einem Elternteil mit Nachkomme). Die durchschnittliche Größe eines Haushalts lag bei 2,61 Personen und die durchschnittliche Familiengröße bei 3,00 Personen.
15,8 % der Bevölkerung waren jünger als 20 Jahre, 35,4 % waren 20 bis 39 Jahre alt, 30,1 % waren 40 bis 59 Jahre alt und 14,6 % waren mindestens 60 Jahre alt. Das mittlere Alter betrug 37 Jahre. 63,8 % der Bevölkerung waren männlich und 36,2 % weiblich.
Das durchschnittliche Jahreseinkommen lag bei 41.037 $, dabei lebten 32,2 % der Bevölkerung unter der Armutsgrenze.